# Allsvenskan i bandy 2010/2011
Allsvenskan i bandy 2010/2011 var Sveriges näst högsta division i bandy för herrar säsongen 2010/2011. Serieindelningen fastställdes av Svenska Bandyförbundet och meddelades den 29 mars 2010.

## Grupper

### Allsvenskan norra
| Pos | Klubb                  | SM | V  | O | F  | GM  | IM  | Pts | MSK |
| --- | ---------------------- | -- | -- | - | -- | --- | --- | --- | --- |
| 1   | Kalix Bandy            | 22 | 18 | 2 | 2  | 160 | 69  | 38  | +91 |
| 2   | Örebro SK              | 22 | 17 | 2 | 3  | 168 | 75  | 36  | +93 |
| 3   | Ljusdals BK            | 22 | 17 | 2 | 3  | 149 | 78  | 36  | +71 |
| 4   | Skutskärs IF           | 22 | 10 | 3 | 9  | 111 | 104 | 23  | +7  |
| 5   | Falu BS                | 22 | 10 | 1 | 11 | 96  | 73  | 21  | +23 |
| 6   | Katrineholm Värmbol BS | 22 | 9  | 3 | 10 | 88  | 88  | 21  | ±0  |
| 7   | Finspångs AIK          | 22 | 9  | 3 | 10 | 84  | 97  | 21  | -13 |
| 8   | IFK Rättvik            | 22 | 8  | 3 | 11 | 78  | 106 | 19  | -28 |
| 9   | Köpings IS             | 22 | 8  | 2 | 12 | 90  | 111 | 18  | -21 |
| 10  | Västanfors IF          | 22 | 9  | 0 | 13 | 70  | 99  | 18  | -29 |
| 11  | Gustavsbergs IF        | 22 | 4  | 0 | 18 | 52  | 151 | 8   | -99 |
| 12  | Borlänge/Stora Tuna BK | 22 | 2  | 1 | 19 | 66  | 161 | 5   | -95 |

### Allsvenskan södra
| Pos | Klubb                 | SM | V  | O | F  | GM  | IM  | Pts | MSK  |
| --- | --------------------- | -- | -- | - | -- | --- | --- | --- | ---- |
| 1   | GAIS Bandy            | 22 | 16 | 4 | 2  | 197 | 55  | 36  | +142 |
| 2   | Ale-Surte BK          | 22 | 15 | 2 | 5  | 163 | 91  | 32  | +72  |
| 3   | IFK Motala            | 22 | 13 | 4 | 5  | 111 | 72  | 30  | +39  |
| 4   | Gripen Trollhättan BK | 22 | 12 | 3 | 7  | 146 | 119 | 27  | +27  |
| 5   | Nässjö IF             | 22 | 11 | 3 | 8  | 100 | 105 | 25  | -5   |
| 6   | Blåsut BK             | 22 | 11 | 2 | 9  | 104 | 91  | 24  | +13  |
| 7   | Lidköpings AIK        | 22 | 11 | 2 | 9  | 102 | 98  | 24  | +4   |
| 8   | Tranås BoIS           | 22 | 10 | 3 | 9  | 121 | 107 | 23  | +14  |
| 9   | Jönköping Bandy IF    | 22 | 6  | 4 | 12 | 107 | 143 | 16  | -36  |
| 10  | Otterbäckens BK       | 22 | 5  | 2 | 15 | 87  | 162 | 12  | -75  |
| 11  | Åtvidabergs BK        | 22 | 4  | 1 | 17 | 76  | 167 | 9   | -91  |
| 12  | Mosseruds GF          | 22 | 3  | 0 | 19 | 59  | 163 | 6   | -104 |

## Seriematcherna

### Norrgruppen
| - 6 november 2010 IFK Rättvik-Västanfors IF 5-3 - 6 november 2010 Finspångs AIK-Köpings IS 6-4 - 6 november 2010 Falu BS-Örebro SK 2-5 - 6 november 2010 Ljusdals BK-Borlänge/St Tuna 11-3 - 7 november 2010 Skutskärs IF-Katrin/Värmbol BS 6-0 - 7 november 2010 Kalix Bandy-Gustavsbergs IF 9-3 - 12 november 2010 Falun-Finspång 3-5 - 13 november 2010 Örebro-Rättvik 15-2 - 13 november 2010 KVBS-Ljusdal 4-8 - 13 november 2010 Borlänge-Finspång 2-7 - 13 november 2010 Västanfors-Skutskär 1-4 - 13 november 2010 Köping-Kalix 5-5 - 14 november 2010 Örebro-Kalix 4-8 - 14 november 2010 Gustavsberg-Falun 1-0 - 20 november 2010 Örebro-Ljusdal 8-6 - 20 november 2010 Rättvik-Gustavsberg 3-4 - 20 november 2010 Kalix-Borlänge 11-4 - 20 november 2010 Finspång-KVBS 2-2 - 20 november 2010 Falun-Köping 4-1 - 27 november 2010 KVBS-Kalix 1-7 - 27 november 2010 Gustavsberg-Örebro 1-7 - 27 november 2010 Borlänge-Falun 2-7 - 27 november 2010 Köping-Rättvik 6-3 - 27 november 2010 Ljusdal-Västanfors 6-1 - 28 november 2010 Finspång-Kalix 4-3 - 1 december 2010 Ljusdal-Skutskär 9-3 - 3 december 2010 Rättvik-Borlänge 5-3 - 3 december 2010 Falun-KVBS 4-0 - 4 december 2010 Örebro-Köping 10-3 - 4 december 2010 Kalix-Skutskär 6-2 - 4 december 2010 Finspång-Ljusdal 2-3 - 4 december 2010 Västanfors-Gustavsberg 3-1 - 8 december 2010 Skutskär-Falun 4-6 - 8 december 2010 Köping-Gustavsberg 6-2 - 8 december 2010 Borlänge-Örebro 1-9 - 8 december 2010 KVBS-Rättvik 6-2 - 8 december 2010 Finspång-Västanfors 3-5 - 10 december 2010 Rättvik-Skutskär 4-5 - 11 december 2010 Örebro-KVBS 8-2 - 11 december 2010 Kalix-Finspång 11-4 - 11 december 2010 Gustavsberg-Borlänge 7-3 - 11 december 2010 Köping-Västanfors 3-0 - 14 december 2010 Falun-Ljusdal 3-3 - 17 december 2010 Ljusdal-Rättvik 4-0 - 18 december 2010 KVBS-Gustavsberg 9-2 - 18 december 2010 Västanfors-Kalix 2-7 - 18 december 2010 Finspång-Falun 2-4 - 18 december 2010 Skutskär-Örebro 6-6 - 18 december 2010 Borlänge-Köping 4-1 - 19 december 2010 Ljusdal-Kalix 7-2 - 26 december 2010 Rättvik-Falun 2-7 - 26 december 2010 Skutskär-Borlänge 4-2 - 26 december 2010 Gustavsberg-Köping 3-8 - 26 december 2010 Kalix-Ljusdal 7-5 - 26 december 2010 KVBS-Finspång 3-3 - 26 december 2010 Västanfors-Örebro 3-6 - 29 december 2010 Köping-KVBS 3-9 - 29 december 2010 Borlänge-Västanfors 5-4 - 29 december 2010 Finspång-Rättvik 2-2 - 31 december 2010 Gustavsberg-Skutskär 1-6 - 2 januari 2011 Kalix-Rättvik 10-2 - 2 januari 2011 Örebro-Finspång 8-2 - 2 januari 2011 Falun-Västanfors 6-2 - 2 januari 2011 KVBS-Borlänge 4-4 - 2 januari 2011 Skutskär-Köping 7-4 - 2 januari 2011 Ljusdal-Gustavsberg 13-4 | - 5 januari 2011 Borlänge-Skutskär 4-7 - 5 januari 2011 Köping-Ljusdal 2-5 - 5 januari 2011 Falun-Rättvik 2-3 - 5 januari 2011 Västanfors-KVBS 1-6 - 6 januari 2011 Finspång-Gustavsberg 9-4 - 8 januari 2011 KVBS-Västanfors 4-2 - 8 januari 2011 Kalix-Örebro 5-4 - 8 januari 2011 Ljusdal-Köping 6-3 - 9 januari 2011 Gustavsberg-Finspång 2-3 - 15 januari 2011 Finspång-Örebro 6-5 - 15 januari 2011 Västanfors-Falun 2-1 - 15 januari 2011 Rättvik-Kalix 4-8 - 15 januari 2011 Borlänge-KVBS 4-5 - 15 januari 2011 Köping-Skutskär 6-4 - 15 januari 2011 Gustavsberg-Ljusdal 1-5 - 16 januari 2011 Borlänge-Kalix 2-9 - 19 januari 2011 Gustavsberg-KVBS 3-7 - 19 januari 2011 Köping-Borlänge 10-4 - 19 januari 2011 Örebro-Skutskär 10-3 - 19 januari 2011 Rättvik-Ljusdal 4-6 - 21 januari 2011 Ljusdal-Örebro 4-5 - 22 januari 2011 Rättvik-Finspång 5-2 - 22 januari 2011 Kalix-Falun 5-0 - 22 januari 2011 KVBS-Köping 8-2 - 22 januari 2011 Västanfors-Borlänge 9-3 - 26 januari 2011 Västanfors-Köping 4-1 - 2 februari 2011 Falun-Skutskär 4-6 - 2 februari 2011 Rättvik-KVBS 5-2 - 2 februari 2011 Örebro-Borlänge 12-3 - 5 februari 2011 Gustavsberg-Västanfors 3-4 - 5 februari 2011 Skutskär-Kalix 6-6 - 5 februari 2011 KVBS-Falun 4-7 - 5 februari 2011 Köping-Örebro 3-8 - 5 februari 2011 Ljusdal-Finspång 8-2 - 6 februari 2011 Falun-Kalix 2-7 - 6 februari 2011 Västanfors-Finspång 5-2 - 9 februari 2011 Skutskär-Gustavsberg 12-3 - 9 februari 2011 Borlänge-Rättvik 3-7 - 12 februari 2011 Örebro-Gustavsberg 15-2 - 12 februari 2011 Västanfors-Ljusdal 5-9 - 12 februari 2011 Rättvik-Köping 4-4 - 12 februari 2011 Finspång-Skutskär 10-5 - 12 februari 2011 Kalix-KVBS 5-3 - 13 februari 2011 Skutskär-Finspång 6-2 - 13 februari 2011 Falun-Borlänge 8-2 - 16 februari 2011 Örebro-Västanfors 9-2 - 16 februari 2011 Gustavsberg-Rättvik 0-4 - 16 februari 2011 Skutskär-Ljusdal 6-6 - 16 februari 2011 Köping-Falun 7-5 - 19 februari 2011 Kalix-Köping 9-2 - 19 februari 2011 Falun-Gustavsberg 14-0 - 19 februari 2011 Finspång-Borlänge 5-1 - 19 februari 2011 Skutskär-Västanfors 4-5 - 19 februari 2011 Rättvik-Örebro 6-6 - 19 februari 2011 Ljusdal-KVBS 6-4 - 22 februari 2011 Ljusdal-Falun 4-3 - 23 februari 2011 Skutskär-Rättvik 3-5 - 26 februari 2011 Köping-Finspång 6-1 - 26 februari 2011 Örebro-Falun 6-4 - 26 februari 2011 Gustavsberg-Kalix 1-10 - 26 februari 2011 Västanfors-Rättvik 5-1 - 26 februari 2011 Borlänge-Ljusdal 6-15 - 26 februari 2011 KVBS-Skutskär 4-2 |

### Södergruppen
| - 6 november 2010 Jönköping Bandy-Mosseruds GF 7-3 - 6 november 2010 Ale Surte BK-Otterbäckens BK 12-3 - 6 november 2010 Blåsut BK-IFK Motala 3-4 - 6 november 2010 Tranås BoIS-Gripen/Trollh BK 11-3 - 6 november 2010 Nässjö IF-GAIS Bandy 2-7 - 6 november 2010 Lidköpings AIK-Åtvidabergs BK 9-3 - 13 november 2010 GAIS-Tranås 4-0 - 13 november 2010 Åtvidaberg-Ale Surte 1-13 - 13 november 2010 Motala-Jönköping 3-1 - 13 november 2010 Otterbäcken-Blåsut 3-9 - 13 november 2010 Mosserud-Nässjö 1-7 - 13 november 2010 Gripen-Lidköping 5-3 - 19 november 2010 Nässjö-Motala 2-3 - 20 november 2010 Jönköping-Otterbäcken 4-4 - 20 november 2010 Blåsut-Ale Surte 4-7 - 20 november 2010 Tranås-Mosserud 9-2 - 20 november 2010 Gripen-Åtvidaberg 9-6 - 20 november 2010 Lidköping-GAIS 1-14 - 26 november 2010 Otterbäcken-Nässjö 3-6 - 26 november 2010 Mosserud-Lidköping 1-11 - 27 november 2010 GAIS-Gripen 3-3 - 27 november 2010 Åtvidaberg-Blåsut 1-3 - 27 november 2010 Motala-Tranås 4-4 - 27 november 2010 Ale Surte-Jönköping 13-3 - 3 december 2010 Jönköping-Blåsut 4-6 - 4 december 2010 GAIS-Åtvidaberg 16-6 - 4 december 2010 Tranås-Otterbäcken 13-4 - 4 december 2010 Gripen-Mosserud 19-3 - 4 december 2010 Nässjö-Ale Surte 6-6 - 4 december 2010 Lidköping-Motala 4-3 - 7 december 2010 Mosserud-GAIS 1-3 - 8 december 2010 Motala-Gripen 4-5 - 8 december 2010 Åtvidaberg-Jönköping 5-8 - 8 december 2010 Otterbäcken-Lidköping 4-5 - 8 december 2010 Blåsut-Nässjö 5-7 - 8 december 2010 Ale Surte-Tranås 5-1 - 10 december 2010 Nässjö-Jönköping 3-4 - 11 december 2010 GAIS-Motala 3-3 - 11 december 2010 Tranås-Blåsut 7-2 - 11 december 2010 Mosserud-Åtvidaberg 2-0 - 11 december 2010 Gripen-Otterbäcken 13-3 - 11 december 2010 Lidköping-Ale Surte 2-5 - 17 december 2010 Ale Surte-Gripen 7-4 - 17 december 2010 Jönköping-Tranås 7-7 - 18 december 2010 Motala-Mosserud 9-3 - 18 december 2010 Åtvidaberg-Nässjö 3-7 - 18 december 2010 Blåsut-Lidköping 1-3 - 18 december 2010 Otterbäcken-GAIS 0-17 - 26 december 2010 Gripen-Blåsut 3-5 - 26 december 2010 GAIS-Ale Surte 7-1 - 26 december 2010 Lidköping-Jönköping 5-7 - 26 december 2010 Tranås-Nässjö 3-3 - 26 december 2010 Motala-Åtvidaberg 5-5 - 26 december 2010 Mosserud-Otterbäcken 5-3 - 29 december 2010 Ale Surte-Mosserud 10-4 - 29 december 2010 Otterbäcken-Motala 5-5 - 29 december 2010 Tranås-Åtvidaberg 12-3 - 29 december 2010 Nässjö-Lidköping 4-4 - 29 december 2010 Jönköping-Gripen 5-5 - 29 december 2010 Blåsut-GAIS 4-3 - 2 januari 2011 Lidköping-Tranås 7-4 - 2 januari 2011 GAIS-Jönköping 16-3 - 2 januari 2011 Motala-Ale Surte 7-3 - 2 januari 2011 Åtvidaberg-Otterbäcken 2-8 - 2 januari 2011 Gripen-Nässjö 11-3 - 2 januari 2011 Mosserud-Blåsut 4-5 | - 6 januari 2011 GAIS-Nässjö 14-0 - 6 januari 2011 Mosserud-Jönköping 7-1 - 6 januari 2011 Otterbäcken-Ale Surte 4-12 - 6 januari 2011 Motala-Blåsut 7-4 - 6 januari 2011 Åtvidaberg-Lidköping 2-13 - 6 januari 2011 Gripen-Tranås 8-5 - 12 januari 2011 Gripen-GAIS 2-14 - 14 januari 2011 Jönköping-Motala 6-8 - 15 januari 2011 Ale Surte-Åtvidaberg 10-2 - 15 januari 2011 Tranås-GAIS 8-6 - 15 januari 2011 Blåsut-Otterbäcken 6-3 - 15 januari 2011 Lidköping-Gripen 5-9 - 15 januari 2011 Nässjö-Mosserud 6-4 - 21 januari 2011 Otterbäcken-Jönköping 7-6 - 22 januari 2011 GAIS-Lidköping 3-3 - 22 januari 2011 Ale Surte-Blåsut 4-7 - 22 januari 2011 Åtvidaberg-Gripen 5-2 - 22 januari 2011 Motala-Nässjö 6-1 - 22 januari 2011 Mosserud-Tranås 3-7 - 26 januari 2011 Lidköping-Mosserud 5-1 - 26 januari 2011 Blåsut-Åtvidaberg 7-1 - 26 januari 2011 Nässjö-Otterbäcken 4-2 - 26 januari 2011 Tranås-Motala 1-5 - 29 januari 2011 Ale Surte-Nässjö 8-5 - 29 januari 2011 Åtvidaberg-GAIS 5-20 - 29 januari 2011 Motala-Lidköping 8-1 - 29 januari 2011 Otterbäcken-Tranås 2-5 - 1 februari 2011 Mosserud-Gripen 1-7 - 2 februari 2011 Jönköping-Ale Surte 6-6 - 4 februari 2011 GAIS-Mosserud 9-2 - 5 februari 2011 Jönköping-Åtvidaberg 4-3 - 5 februari 2011 Tranås-Ale Surte 5-13 - 5 februari 2011 Gripen-Motala 4-5 - 5 februari 2011 Nässjö-Blåsut 4-3 - 6 februari 2011 Lidköping-Otterbäcken 4-5 - 8 februari 2011 Blåsut-Tranås 4-6 - 8 februari 2011 Ale Surte-Lidköping 7-3 - 9 februari 2011 Motala-GAIS 5-6 - 9 februari 2011 Otterbäcken-Gripen 6-8 - 9 februari 2011 Jönköping-Nässjö 6-5 - 9 februari 2011 Åtvidaberg-Mosserud 10-4 - 12 februari 2011 GAIS-Otterbäcken 12-1 - 12 februari 2011 Tranås-Jönköping 7-6 - 12 februari 2011 Mosserud-Motala 1-6 - 12 februari 2011 Nässjö-Åtvidaberg 5-3 - 12 februari 2011 Gripen-Ale Surte 8-5 - 12 februari 2011 Lidköping-Blåsut 3-1 - 15 februari 2011 Blåsut-Jönköping 8-5 - 18 februari 2011 Ale Surte-GAIS 1-7 - 18 februari 2011 Otterbäcken-Mosserud 10-4 - 18 februari 2011 Nässjö-Tranås 7-2 - 19 februari 2011 Åtvidaberg-Motala 4-3 - 19 februari 2011 Jönköping-Lidköping 4-5 - 19 februari 2011 Blåsut-Gripen 5-5 - 23 februari 2011 Mosserud-Ale Surte 0-11 - 23 februari 2011 Motala-Otterbäcken 6-2 - 23 februari 2011 Åtvidaberg-Tranås 5-2 - 23 februari 2011 Lidköping-Nässjö 2-5 - 23 februari 2011 Gripen-Jönköping 8-7 - 23 februari 2011 GAIS-Blåsut 4-4 - 26 februari 2011 Blåsut-Mosserud 8-3 - 26 februari 2011 Jönköping-GAIS 3-9 - 26 februari 2011 Nässjö-Gripen 8-5 - 26 februari 2011 Tranås-Lidköping 2-4 - 26 februari 2011 Otterbäcken-Åtvidaberg 5-4 - 26 februari 2011 Ale Surte-Motala 4-2 |

### Fotnoter
1. ↑  Svenska Bandyförbundet 29 mars 2010 - Allsvensk serieindelning 2010/11